# Angelo Donati

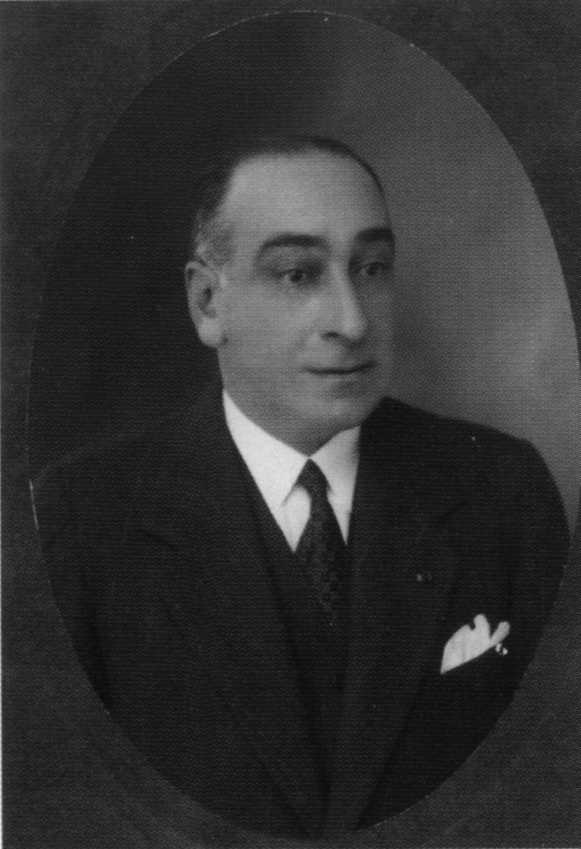
Angelo Donati, um 1930

Angelo Mordechai Donati (geboren am 3. Februar 1885 in Modena; gestorben am 30. Dezember 1960 in Paris) war ein jüdischer italienischer Bankier, Philanthrop und Diplomat der Republik San Marino in Frankreich. Während der italienischen Besetzung Südfrankreichs 1942 / 1943 organisierte er die Flucht ausländischer Juden vorwiegend nach Italien und in die Schweiz. Er entwickelte 1943 einen Plan zur Evakuierung von 30.000 jüdischen Emigranten aus Südfrankreich nach Palästina und Nordafrika mit Unterstützung der italienischen, vatikanischen, britischen und amerikanischen Behörden. Die Rettungsaktion wurde durch die Kapitulation Italiens am 3. September 1943 und die nachfolgende Besetzung der italienischen Zone durch die Wehrmacht verhindert.

## Leben
Angelo Donati wurde 1885 als eines von acht Kindern einer einflussreichen, weit verzweigten jüdischen Kaufmannsfamilie in Modena geboren, deren Wurzeln bis in die zweite Hälfte des 16. Jahrhunderts zurückgehen.
Nach seinem Schulabschluss begann er eine Banklehre und ein Studium der Rechtswissenschaften in Modena. Vor dem Ersten Weltkrieg schrieb er sich als Anwalt am Gericht in Mailand ein und arbeitete zeitweilig als Börsenmakler in Turin. Während des Ersten Weltkrieges wurde er im Mai 1915 zum Militärdienst eingezogen. Bis zu seiner Versetzung zur Luftwaffe 1916 kämpfte er als Infanterist an verschiedenen Fronten. In Frankreich wurde er als Verbindungsoffizier eingesetzt, der die Koordination zwischen der italienischen und französischen Armee zu übernehmen hatte.
Nach dem Ende des Ersten Weltkrieges ging Donati nach Paris und leitete hier verschiedene Unternehmen, u. a. die Felix-Potin-Werke, Christofle Glaswaren, Dynamite Nobel sowie La Rinascente und gründete die Banco Italo-Francese di Credito. Im Jahr 1925 wurde er für sieben Jahre als Generalkonsul der Republik San Marino berufen. Anschließend leitete er als Präsident die italienische Handelskammer in Paris, ein Amt, das er 1939 aufgrund seiner jüdischen Religionszugehörigkeit aufgeben musste.

### Judenretter im Zweiten Weltkrieg
Kurz vor Einmarsch der Wehrmacht in Paris verließ Donati im August 1940 die Stadt und flüchtete in die Unbesetzte Zone, zunächst nach Cauterets in den Hautes-Pyrénées, anschließend nach Marseille und schließlich nach Nizza, wo er als Direktor der französisch-italienischen Bank arbeitete. Von Nizza aus, organisierte der einflussreiche und gut in Politik und Wirtschaft international vernetzte Bankier und Diplomat die Flucht der jüdischen Emigranten, die Schutz vor der Verfolgung durch die Nationalsozialisten in der Unbesetzten Zone im Süden Frankreichs gesucht haben.

Frankreich während der deutschen und italienischen Besatzung im Zweiten Weltkrieg (1940 bis 1944)

Als Reaktion auf die Landung der Alliierten in Nordafrika besetzen am 11. November 1942 im Rahmen der Operation Unternehmen Anton deutsche und italienische Truppen die Unbesetzte Zone Frankreichs. Nach einer Vereinbarung zwischen dem faschistischen Italien und dem Deutschen Reich wurden acht französische Départements unter italienische Verwaltung gestellt: Alpes-Maritimes, Hautes-Alpes, Basses-Alpes (jetzt Alpes de Haute Provence), Drôme, Isère, Savoie, Haute-Savoie und Var.
Donati konnte als enger Vertrauter des eingesetzten italienischen Kommissars für jüdische Angelegenheiten, Guido Lospinoso, direkten Einfluss auf Flüchtlingspolitik nehmen. Jüdische Emigranten wurden durch die italienische Militärpolizei vor den Zugriffen durch die Vichy-Polizei und vor Deportationen geschützt, mit Lebensmittelkarten und Aufenthaltspapieren ausgestattet. Angelo Donati organisierte Spendensammlungen für mittellose jüdische Emigranten und nahm Kontakt zum Comitée Dubouchage und der L'Union générale d'israélites de France auf. Im März 1943 wurden mehr als 3.500 französische und ausländische Juden von der Mittelmeerküste ins Landesinnere an die italienische Landesgrenze nach Saint-Martin-Vésubie und nach Savoyen in sogenannte Zwangsaufenthaltsorte gebracht.
Gemeinsam mit dem Kapuzinerpater Père Marie-Benoît entwickelte Angelo Donati einen Plan zur Evakuierung der etwa 30.000 Juden, die noch in der italienisch besetzten Zone lebten. Mit Lastwagen sollten die Flüchtlinge über die Alpen nach Genua gebracht und dann mit Hilfe von Kriegsschiffen nach Nordafrika und Palästina evakuiert werden. Über Père Marie-Benoît wurde am 16. Juli 1943 eine Audienz bei Papst Pius XII. ermöglicht, der zugesichert hat, sich für das Schicksal der jüdischen Flüchtlinge einzusetzen. Gleichzeitig bemühte Angelo Donati seine diplomatische Kontakte in Rom, um Zusagen vom britischen und amerikanischen Botschafter für die Durchführung seines Plans zu erwirken. Nach dem Sturz von Benito Mussolini am 25. Juli 1943 konnte er Ende August 1943 Mussolinis Nachfolger, Marschall Pietro Badoglio, ebenfalls überzeugen, den Plan umzusetzen. Nachdem alle Vorbereitungen getroffen waren, besuchte Donati seinen Bruder in Florenz. Mit dem Waffenstillstand von Cassibile vom 3. September 1943 trat Italien aus dem Krieg aus und die Deutschen besetzten die italienische Zone in Frankreich. Die meisten französischen und ausländischen Juden konnten nicht mehr flüchten und wurden in Razzien unter dem Kommando von Alois Brunner verhaftet und deportiert. Etwa Tausend Juden aus Saint-Martin-Vésubie gelang die Flucht über die Alpen ins italienische Piemont.
Nach dem Einmarsch der Wehrmacht nach Italien am 8. September 1943 musste Angelo Donati selbst die Verhaftung fürchten. Der SS-Kommandant Heinz Röthke verlangte telegrafisch die sofortige Festnahme Donatis. Ihm gelang die Flucht in die Schweiz. Hier half er mit seinen Kontakten im Comitato di Soccorso bei der Suche nach deportierten Juden. Er konnte die Diplomaten der neutralen Staaten und den Apostolischen Nuntius Filippo Bernardini in Bern gewinnen, dem deutschen Gesandten der Reichsregierung eine Protestnote zu überreichen, die die unverzügliche Freilassung zumindest der Alten, Kranken, Kinder und Frauen aus den Konzentrationslagern fordert. Er konnte mit dem Schweizer Auswärtigen Amt vereinbaren, dass die Schweiz die Bereitschaft signalisiert, etwa 1000 Jugendliche und Greise aus Konzentrationslagern aufzunehmen. Er organisierte auch die Finanzierung der Hilfsaktion durch jüdische Organisationen. Trotz großer Anstrengungen gelang es nur ganz selten, jüdische Deportierte auf diesem Wege zu befreien.
Im Sommer 1944 organisierte Donati eine Postkartenaktion, die den Verbleib der Deportierten klären sollte. Nur ganz vereinzelt kamen Postkarten mit zum Teil gefälschten Lebenszeichen zurück. Seit 1944 engagierte sich Donati in der Colonia Libera Italiana von Lausanne, für die er die Unterstützung der italienischen Regierung erreichen konnte. Mit einem Diplomatenpass ausgestattet, erkundigte er sich ab Anfang 1945 in Moskau, in Belgien, Holland und Deutschland über den Verbleib von italienischen Deportierten in den befreiten Gebieten.

### Adoption von Marianne und Rolf Spier
Im August 1940 heiratete Angelo Donatis Großcousin Piero Sacerdoti die aus Köln stammende Jüdin Ilse Klein. Ihre Cousine Hilde Spier war mit ihrem Mann Carl Ludwig Spier und den Kindern Marianne und Rolf 1935 ebenfalls aus Deutschland, zunächst nach Brüssel geflüchtet. Nach dem Einmarsch der Wehrmacht nach Belgien wurde Carl Spier verhaftet zunächst in das Lager Saint-Cyprien, später nach Gurs verschleppt. Hilde Spier reist ihrem Mann mit den Kindern nach, um in seiner Nähe zu sein. Auch sie wurden in Gurs und später in Saint-Cyprien inhaftiert. 1942 konnte die Familie Spier noch einmal kurze Zeit unter einfachsten Verhältnissen in Cap-d’Ail an der Côte d’Azur zusammen verbringen.
Hier wurden sie Mitte August 1942 während einer Razzia von der Polizei des Vichy-Regimes verhaftet, umgehend aus Frankreich ausgewiesen und zunächst in das Sammellager für ausländische Juden, in die Caserne Auvare nach Nizza verschleppt. Hier trennten sich die Eltern nach einem eindringlichen Rat von ihren Kindern. Die nun elternlosen Kindern wurden von einer jüdischen Hilfsorganisation in Obhut genommen. Hilde und Carl Spier wurden am 30. September 1942 ins Sammellager Drancy verschleppt, von wo sie am 2. September 1942 mit dem Transport 27 nach Auschwitz deportiert worden. Aus dem Deportationszug konnte Hilde Spier eine Postkarte an ihre Cousine Ilse (Klein) Sacerdoti werfen, mit der Bitte, sich um die Kinder zu kümmern. Da in Auschwitz Hilde Spier nicht registriert wurde, ist davon auszugehen, dass sie direkt nach der Ankunft des Zuges am 6. September 1942 ermordet wurde. Carl Spier musste im Lager über zwei Jahre Zwangsarbeit leisten und kam am 1. Februar 1945 auf einem Todesmarsch nach der Räumung des Konzentrationslagers Auschwitz zum KZ Buchenwald um.
Angelo Donati wurde nach der Verhaftung der Familie Spier umgehend von Ilse Klein Sacerdoti informiert und nahm die Kinder zu sich. Bis zum Einmarsch der Deutschen in die italienisch besetzte Zone im September 1943 wohnten Marianne und Rolf Spier bei Donati in einer großzügigen Wohnung an der Promenade des Anglais. Während Donati die Flucht in die Schweiz gelang, versteckte sein Butler Francesco Moraldo die beiden Kinder in dem abgelegenen italienischen Bergdorf Creppo in den Ligurischen Alpen vor den Razzien der deutschen Besatzer. Für sein selbstloses Handeln wurde Moraldo 1999 der Ehrentitel Gerechter unter den Völker verliehen.
Nachdem Gewissheit wurde, dass Hilde und Carl Spier den Holocaust nicht überlebt haben, adoptierte Angelo Donati nach dem Krieg Marianne und Rolf Spier und zog mit den Kindern nach Paris. Die Erinnerungen an die Flucht nach Frankreich und Italien veröffentlichte Marianne Spier-Donati 1999 mit Olga Tarcali in ihrer Autobiografie Rückkehr nach Erfurt. 2018 wurden in Erinnerung an Hilde und Karl Spier vor ihrem Haus in Köln, in dem sie vor dem Umzug nach Erfurt gewohnt hatten, Stolpersteine verlegt.

### Diplomat nach dem Zweiten Weltkrieg
Angelo Donati erlebte das Kriegsende in Montreux. Nach Ende des Zweiten Weltkrieges wurde ihm von der Provisorischen Regierung Frankreichs, neben dem Apostolischen Nuntius Angelo Roncalli und Giuseppe Saragat, als einem der ersten italienischen Staatsbürger die Rückkehr nach Paris gestattet. Im Auftrag der italienischen Botschaft in Frankreich führte er auch nach dem Ende des Krieges Recherchen zum Schicksal der jüdischen Deportierten durch und leitete die Verhandlungen mit der französischen Regierung über die Unterstützung und Rückführung der befreiten italienischen Internierten. Donati arbeitete als Generalsekretär des italienischen Roten Kreuzes in Frankreich sowie als Gesandter und ab 1953 als bevollmächtigter Minister der Republik San Marino. Angelo Donati starb nach langer Krankheit am 30. Dezember 1960 in Paris. Er wurde auf dem jüdischen Friedhof in der Familiengruft in Modena begraben.

## Ehrungen und Gedenken (Auswahl)
Donati lehnte Zeit seines Lebens öffentliche Ehrungen energisch ab. Er erhielt jedoch zahlreiche Dankschreiben von den jüdischen Organisationen und von jüdischen Emigranten, denen er die Flucht ermöglicht hatte. Seine gesellschaftliche und humanitäre Arbeit wurde Angelo Donatis in Italien, San Marino und Frankreich mit zahlreichen hohen staatlichen Auszeichnungen gewürdigt, u. a.:
- Großoffizier des Ordens der Krone von Italien
- Kommandeur der Ehrenlegion, 1936
- Kommandeur des St. Agatha-Orden, San Marino
- Commendatore dell'Ordine della stella della solidarietà italiana, 1950
- Verdienstorden der Italienischen Republik, Offizier, 1991
- Medaglia d'oro al merito civile, 2004[2]

Am 27. Januar 2004 organisierten die Stadt Modena, die Cassa di Risparmio di Modena-Stiftung, gemeinsam mit dem Historischen Institut von Modena sowie mit der Jüdische Gemeinde von Modena und Reggio nell’Emilia eine Ausstellung und Gedenkkonferenz für Angelo Donati.
Am 3. und 4. Februar 2017 organisierte die Stadt Nizza eine Gedenkfeier zu seinen Ehren. Eine feierliche Veranstaltung, die in der Synagoge – in Anwesenheit der höchsten Amtsträger der Stadt – eröffnet, im Rahmen einer Tagung an der Universität fortgesetzt und mit der Enthüllung einer Gedenktafel an dem Haus an der Ecke der Promenade des Anglais und der Rue Cronstadt gegenüber dem Hotel Negresco, in dem Angelo 1943 gelebt hatte, beendet wurde. Die Tafel erinnert die Bemühungen Donatis, einen Weg zu finden, die in Südfrankreich in die Enge getriebenen jüdischen Flüchtlinge zu retten.

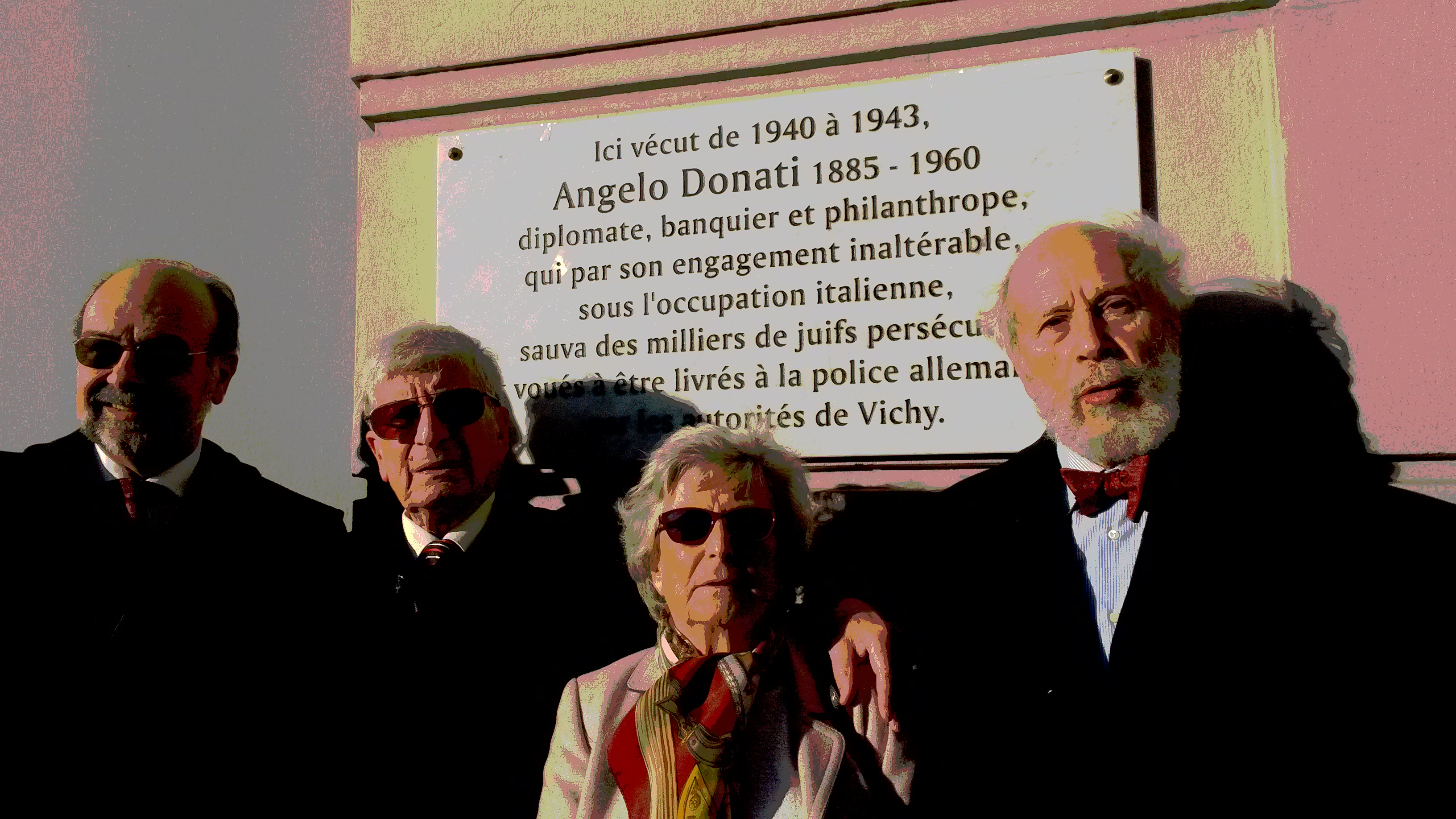
Schild in Erinnerung von Angelo Donati in Nizza

Serge Klarsfeld bezeichnete Donati 2001 posthum als Schutzengel für die Juden.

« Juif que fuit un ange gardien pour les juifs de la zone italienne de l'occupation en France. »

„... ein Jude, der zu einem Schutzengel für Juden aus der italienischen Besatzungszone in Frankreich wurde.“

## Filme
- Paolo Frajese: L' ultimo rifugio: gli ebrei in Francia durante l'occupazione italiana, RAI, 13. November 1997
- Paolo Frajese: Les juifs de france  sous l'occupation italienne, TV5, 31. Oktober 1999